# Dinko Petrov
Dinko Stojkov Petrov (in bulgaro Динко Стойков Петров?; Stara Zagora, 10 marzo 1935 – 17 dicembre 2007) è stato un lottatore bulgaro, specializzato nella lotta greco-romana.

## Biografia
Rappresentò la Bulgaria a tre edizioni consecutive dei Giochi olimpici estivi, da Melbourne 1956 a Tokyo 1964, vincendo la medaglia di bronzo nel torneo dei pesi gallo a Roma 1960.
Salì sul gradino più basso del podio anche ai mondiali di Helsingborg 1963.

## Palmarès
| Anno | Manifestazione  | Sede        | Evento             | Risultato | Note |
| ---- | --------------- | ----------- | ------------------ | --------- | ---- |
| 1956 | Giochi olimpici | Melbourne   | Pesi gallo (57 kg) | 6º        |      |
| 1958 | Mondiali        | Budapest    | Pesi gallo (57 kg) | 5º        |      |
| 1960 | Giochi olimpici | Roma        | Pesi gallo (57 kg) | Bronzo    |      |
| 1962 | Mondiali        | Toledo      | Pesi gallo (57 kg) | 4º        |      |
| 1963 | Mondiali        | Helsingborg | Pesi gallo (57 kg) | Bronzo    |      |
| 1964 | Giochi olimpici | Tokyo       | Pesi piuma (63 kg) | 18º       |      |